# 内容软件协同组合
內容軟體協同組合（コンテンツ・ソフト協同組合，简称CSA），是日本一些成人视频制造商、成人电子游戏制造商等企业组成的事业协会。在2010年12月之前也承担着组织内的伦理审查业务。

## 历史
1996年，为了对抗日本视频伦理协会（视伦），以Soft On Demand等成人视频制造商为主体的媒体伦理协会（メディア倫理協会，简称媒伦）成立。
2003年开始进行成人电子游戏的审查业务。由于在审查制度上较软伦宽松，陆续有成人游戏公司退出计算机软件伦理机构（软伦）、加入媒伦（参照：计算机软件伦理机构#与媒伦及其后继者的竞争）。
2005年8月1日在受到經濟產業省关东经济产业局的认可后，原媒伦改组为现在的CSA。原媒伦的审查业务由CSA的媒体伦理委员会（メディア倫理委員会）继承，“媒伦”这一称呼又可指代该委员会。
2006年9月，CSA、视伦、软伦、日本映像软件制作销售伦理机构等4团体达成协议，设立有限责任中间法人“审查中心”（審査センター）并将审查业务委托予此中间法人。
2010年12月1日，旗下的媒体伦理委员会与视伦的原加盟企业组建的日本映像伦理审查机构合并为映像伦理机构，原媒体伦理委员会负责的一切审查业务被新机构所继承。
2015年6月30日，內容軟體協同組合解散。

## 游戏标识
被CSA媒体伦理委员会或其前身媒体伦理协会（以下统称CSA）审核通过的游戏大部分会在游戏运行时在开头标识CSA商标、审查分级结果、产商编号、审查通过声明及CSA审查原则的说明，这点与软伦审查通过的游戏有所区别（软伦审查通过的游戏没有声明游戏原则的统一格式）。但是这是游戏产商的主动行为而非强制要求，因此少量被CSA审查通过的游戏运行时无类似标识。

## 商标含义
CSA的商标名为“眼标”（アイマーク），含义如下：
- 1.切实提高诚信度之眼
- 2.为防御盗版而进行监视之眼
- 3.凝视业界光明未来之眼
- 4.守护青少年健康成长之眼
- 5.真挚贡献社会之眼

## 关联条目
- 日本视频伦理协会
- 计算机软件伦理机构
- 映像伦理机构、映畫倫理委員會